# Осіни (Мінський повіт)
Осіни (пол. Osiny) — село в Польщі, у гміні Мінськ-Мазовецький Мінського повіту Мазовецького воєводства.
Населення — 126 осіб (2011).
У 1975-1998 роках село належало до Седлецького воєводства.

## Демографія
Демографічна структура станом на 31 березня 2011 року:
|          | Загалом | Допрацездатний вік | Працездатний вік | Постпрацездатний вік |
| -------- | ------- | ------------------ | ---------------- | -------------------- |
| Чоловіки | 63      | 12                 | 43               | 8                    |
| Жінки    | 63      | 14                 | 35               | 14                   |
| Разом    | 126     | 26                 | 78               | 22                   |